# Rincopide
Rincopidele (Rynchopidae sau Rhynchopidae) sau forfecarii este o familie mică de păsări din ordinul caradriiformelor asemănătoare ca aspect cu pescărușii. Trăiesc în preajma mărilor tropicale și subtropicale. Familia cuprinde trei specii găsite în Asia de Sud, Africa și cele două Americi.
Au un cioc caracteristic unic printre păsări, mandibula inferioară fiind mai lungă decât cea superioară. O dată cu amurgul, forfecarii zboară razant deasupra suprafața apei, cu ciocul întredeschis și mandibula inferioară cufundată în apă, prinzând astfel diferite animale acvatice mărunte, mai ales pești. Chiar și nisipul umed este arat în acest mod, pentru a procura unele nevertebrate mărunte. După prinderea prăzii în cioc, acesta se închide. Prada este consumată în zbor. Această metodă de pescuit este avantajoasă în apele puțin adânci, pescuind în râuri, aceste păsări preferă zonele situate în apropierea bancurilor de nisip, și sunt foarte active în râurile cu valuri, cu apă mică. Se cuibăresc în colonii pe plajele din localități izolate. Cuiburile le fac în simple adâncituri din nisip.

## Specii
- Forfecarul negru (Rynchops niger) cu o talie de 38-50 cm, are o largă răspândire pe coastele atlantică și pacifică ale celor două Americi. Are spatele negricios, iar abdomenul alb.
- Forfecarul indian (Rynchops albicollis) cu o talie de 40 cm, trăiește în sudul Asiei, unde clocește în colonii. Are penajul asemănător cu cel al forfecarului negru, însă coloritul negru de pe cap este despărțit de cel al spatelui printr-un guler alb.
- Forfecarul african (Rynchops flavirostris) cu o talie de 38 cm, trăiește de-a lungul râurilor, lacurilor și lagunelor din Africa Sub-Sahariană. Are spatele și ceafa negre. Frunte și restul corpului este de culoare albă. Ciocul portocaliu se termină cu un vârf de culoare galbenă.

## Bibliografie

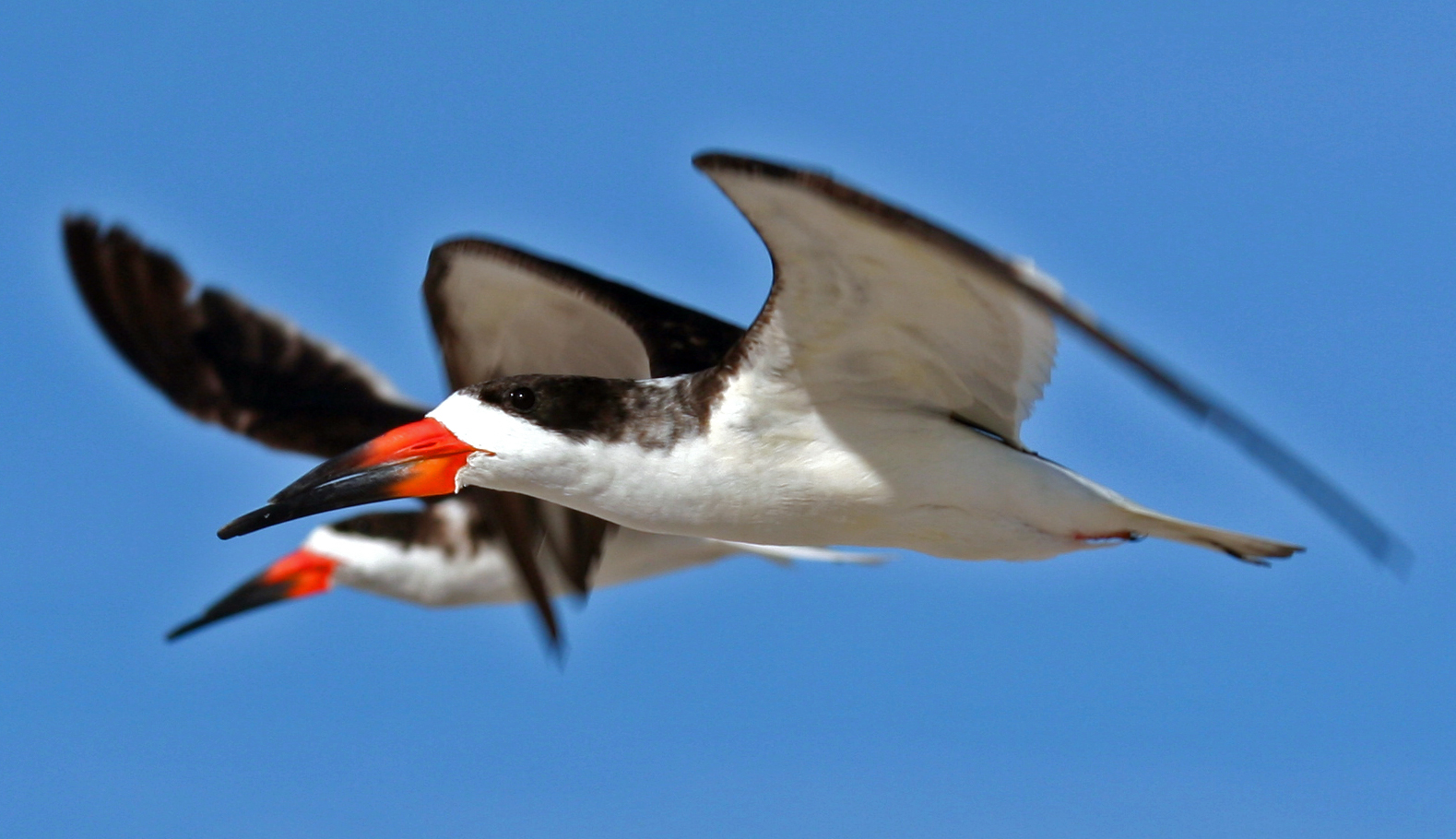
Forfecarul negru (Rynchops niger

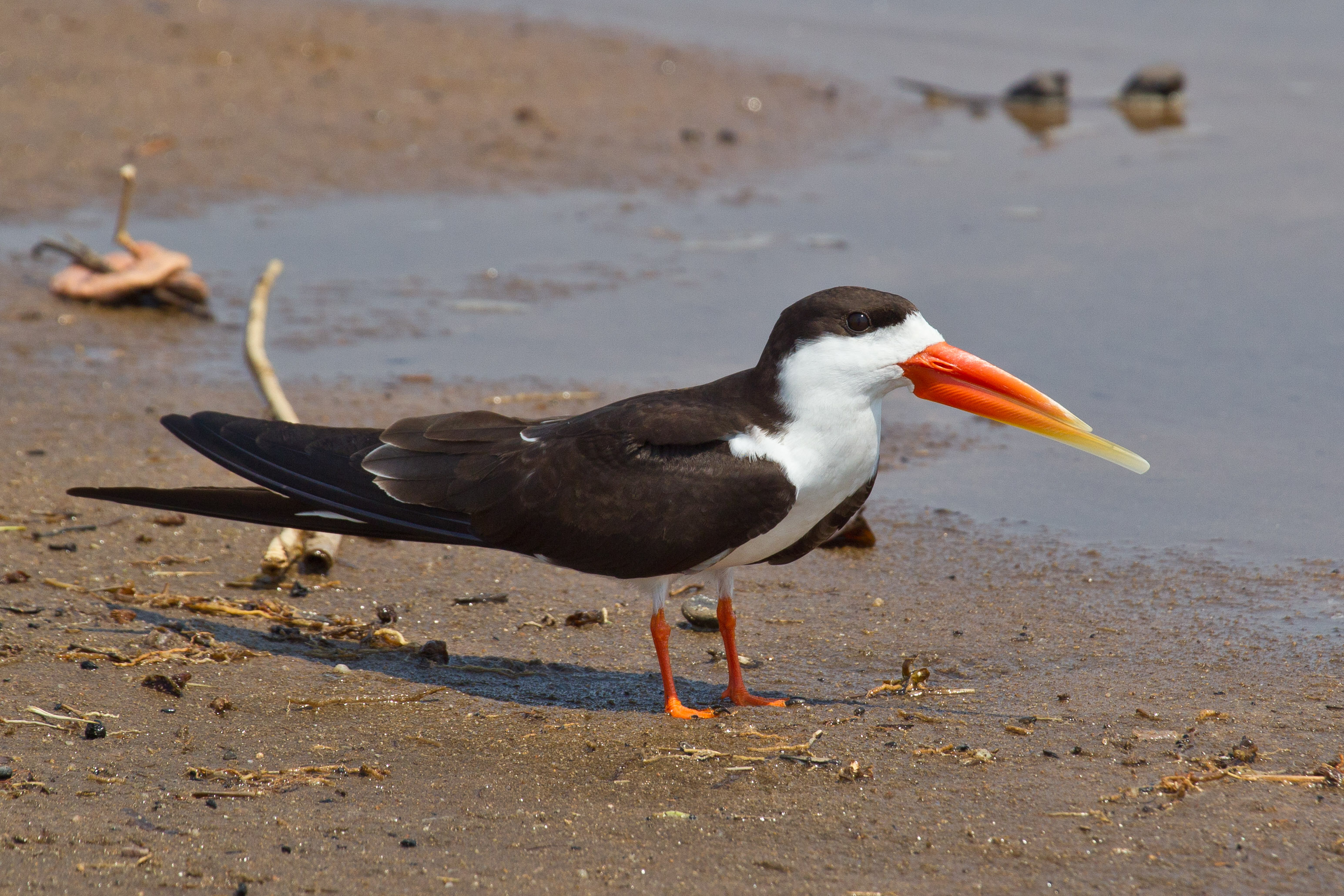
Forfecarul african (Rynchops flavirostris)